# Wannon River
Der Wannon River ist ein Fluss im Südwesten des australischen Bundesstaates Victoria.

## Geografie
Der Fluss entspringt an den Osthängen des Mount Frederick in den Grampians und fließt zunächst nach Süden. Bei Dunkeld am südlichen Ende des Grampians-Nationalparks wendet er seinen Lauf nach Westen und mündet bei Casterdon in den Glenelg River.
Auf seinem Weg durchfließt er die Städte Cavendish, Wannon, Hamilton, Coleraine und Penshurst.
Rund 20 Kilometer westlich von Hamilton stürzt Wannon River über zwei Wasserfälle, die Wannon Falls und die Nigretta Falls. Beide sind Touristenattraktionen und sind auch mit entsprechenden Einrichtungen versehen. Der impressionistische Maler Louis Buvelot malte in den 1880er-Jahren viele Szenen rund um diese Wasserfälle.

### Nebenflüsse mit Mündungshöhen
Der Wannon River hat folgende Nebenflüsse:
- Back Creek – 211 m
- Little Tea Tree Creek – 204 m
- Dundas River – 201 m
- Sawpit Creek – 196 m
- Fern Hill Creek – 183 m
- Tulloh Creek – 127 m
- Grange Burn – 82 m
- Konong Woolong Creek – 61 m
- Wennicott Creek – 60 m
- Boggy Creek – 60 m
- Henty Creek – 60 m

## Geschichte
Historisch wichtig ist die Rolle des Flusses für die Besiedlung des Gebietes durch die Henty Brothers.

## Landwirtschaft
Die hauptsächliche landwirtschaftliche Nutzung des Landes an den Flussufern ist die Haltung von Schafen zur Wollgewinnung. Aber auch Lämmer und Kälber für die Fleischproduktion werden dort gezüchtet.

## Politik
Die Division of Wannon, ein australischer Bundeswahlkreis, dessen Mandat von 1955 bis 1983 der frühere australische Premierminister Malcolm Fraser hielt, wurde nach diesem Fluss benannt.